# Atanásio III de Constantinopla
Atanásio III de Constantinopla (em grego: Αθανάσιος Γ΄), amplamente conhecido como Aleixo Patelário (em grego: Αλέξιος Πατελλάριος; romaniz.: Alexios Patellarios; em russo: Алексий Пателла́рий; 1597–5 de abril de 1654) foi patriarca ecumênico de Constantinopla em 1634, em 1635 e novamente em 1652. Antes do patriarcado, Atanásio foi bispo metropolitano de Tessalônica. Depois de seu último mandato, participou das reformas na edição de livros do patriarca Nikon de Moscou em 1653.
Atanásio foi canonizado como "iluminador" no sinaxário dos veneráveis atonitas compilado pela Igreja Ortodoxa Russa na década de 1670. Sua festa é comemorada em 2 de maio (15 de maio no calendário juliano), na segunda semana após o Pentecostes, a mesma data de Santo Atanásio, o Grande.

## História
Aleixo nasceu numa família nobre com raízes remontando à época dos Paleólogos. Seu pai, Jorge (Georgios), era um cientista e um editor e seu irmão mais velho, Eustáfio (Eustaphios), era médico. Por 26 anos, Aleixo viveu em Creta, no Mosteiro de Arcádi, numa época que a ilha, governada como Reino de Cândia, estava sob o comando da República de Veneza e ali foi educado. No mosteiro, Aleixo aprendeu filosofia, grego antigo, latim, hebraico, árabe e italiano.
Em 1631, Aleixo foi consagrado bispo metropolitano de Tessalônica sob o patrocínio do patriarca Cirilo Lucaris. No início de 1634, uma terceira oposição contra Lucaris por causa da publicação da "Confissão Oriental da Fé Cristã" (Confessio), em março de 1629, se formou em Phanar, pois esta obra, atribuída a Lucaris, seguia uma linha doutrinária claramente calvinista. Em fevereiro de 1634, Atanásio se tornou patriarca e foi entronizado em 25 de março.
Depois de alguns dias, ele foi deposto por Lucaris, que retornou do exílio. Atanásio escapou para Monte Atos, onde fundou uma comunidade monástica (skete) — no mesmo local onde, em 1849, a comunidade monástica russa de Santo André seria fundada — que abrigou um famoso ícone (em búlgaro: В скорбех и печалех Утешение). Depois de sua segunda deposição, em 1635, Atanásio foi para a Itália, permanecendo em Ancona e Veneza. O papa romano aconselhou Atanásio a se tornar um cardeal católico e a aceitar o credo com a cláusula filioque, mas ele se recusou. Em 1637, Atanásio foi convocado a Istambul (Constantinopla). Em 26 de junho de 1638, depois que Lucaris foi estrangulado por ordem do sultão otomano Murade IV, Atanásio se tornou um pretendente ao patriarcado. Partênio I, patriarca entre 1639 e 1644, exigiu que Atanásio renunciasse ao patriarcado e retornasse para a sé de Tessalônica. Por causa dos impostos metropolitanos, Atanásio acabou preso por duas vezes e foi obrigado a contar com a caridade do czar russo Miguel I.
Em 1643, Atanásio se mudou para o Czarado da Rússia, mas, no caminho, ficou doente e permaneceu na Moldávia com o hospodar Basílio Lupu. Em Galati, Atanásio fundou o Mosteiro de São Nicolau como um metoquião do Mosteiro de Santa Catarina no Sinai. Na época, escreveu o "Hino à Teótoco e um encômio a Lupu.
Atanásio retornou a Istambul em 1652 e assumiu o patriarcado pela terceira vez. Novamente assumindo o trono por um curto período de tempo, Atanásio, em julho de 1652, renunciou e deixou a cidade para sempre. Durante seu último mandato, deu um sermão mencionando seu distanciamento em relação ao catolicismo. Ele novamente seguiu para a Moldávia, visitando Lupu em Iaşi, e foi depois para Chigirin para visitar Bohdan Khmelnytsky. Dali seguiu para Moscou, onde chegou em 16 de abril de 1653. No dia 22, visitou o czar Aleixo. Anastásio viveu ali, no metoquião de Kirillov, e prosseguiu seu serviço divino no Mosteiro de Novospassky e na Catedral do Salvador no Palácio Terem. Em julho de 1653, Atanásio visitou o Mosteiro da Trindade-São Sérgio.
À pedido do patriarca Nikon de Moscou, Atanásio escreveu "A Ordenação da Liturgia no Oriente", que reforçava o "Archieratikon do Serviço Episcopal", utilizado até hoje pela Igreja Ortodoxa Russa. Atanásio entregou ao czar um livro de anotações no qual ele afirmou a principal razão de sua visita a Moscou: convencer o czar a se unir à Moldávia e ao Hetmanato Cossaco para uma futura guerra contra os turcos, depois da qual o czar deveria se tornar o novo imperador romano e o patriarca de Moscou, o novo patriarca ecumênico.
Em dezembro de 1653, Atanásio voltou para o Mosteiro de São Nicolau em Galati, na Moldávia, visitando novamente Bohdan Khmelnytsky no caminho. Em fevereiro de 1654, Atanásio se hospedou no Mosteiro de Mhar, perto de Lubensk, onde morreu em 5 de abril. Ele foi sepultado pelo hegúmeno do mosteiro numa posição sentada num trono abaixo do ambão da igreja.

## Veneração

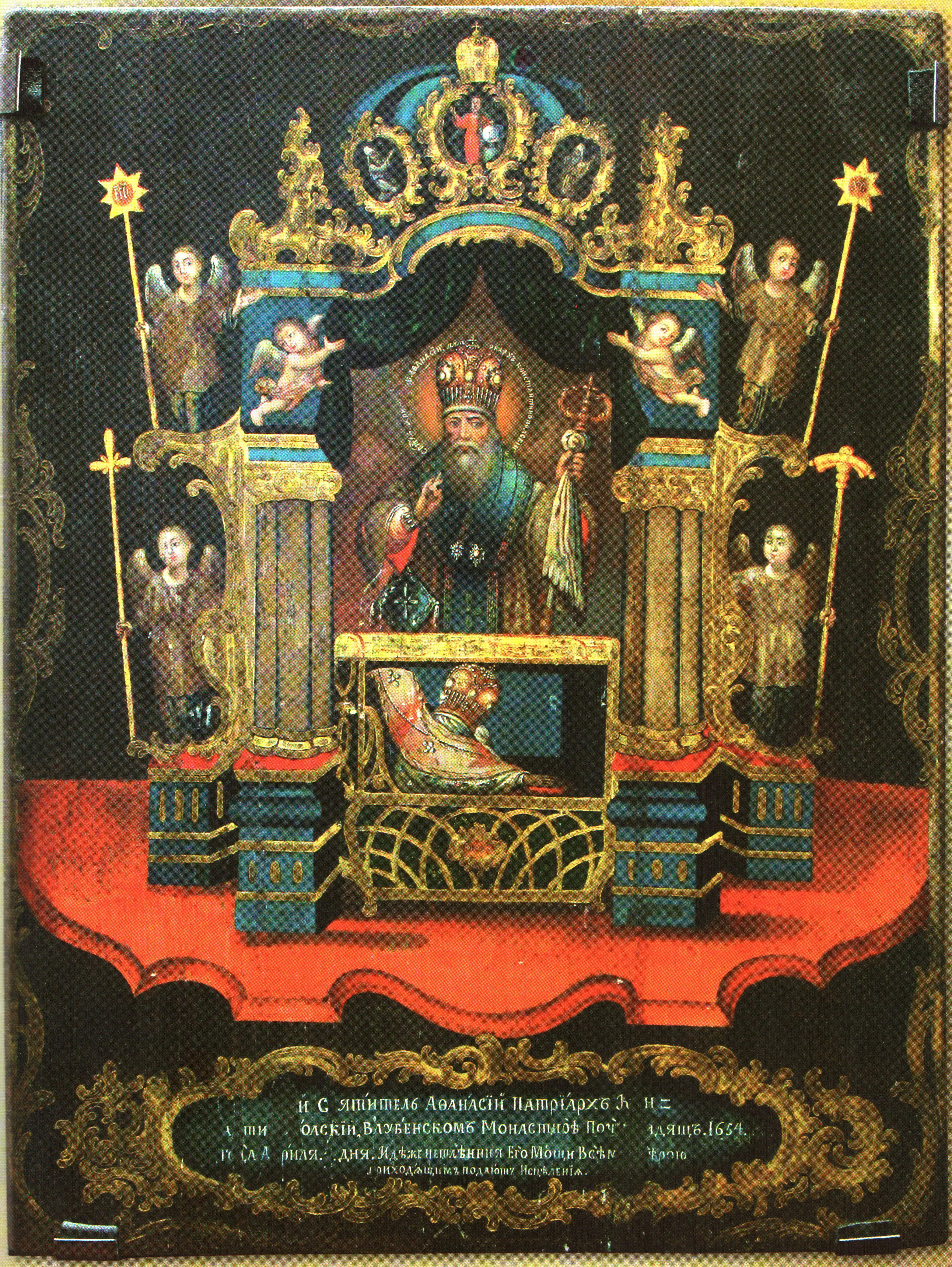
"Iluminador Atanásio, Patriarca de Constantinopla, no Mosteiro de Lubensk, o que descansa sentado".
Ícone russo do século XVII.

Em 1 de fevereiro de 1662, as relíquias do santo fora transladadas por ordem do bispo metropolitano de Gaza, Paísio Ligaridis, que, em vista ao Mosteiro de Lubensk, teve uma visão de Atanásio em sonho. Em 1672, o czar requisitou o podyachiy M. Savin que investigasse os milagres relacionados às relíquias. No século XVIII, manuscritos de sua hagiografia e de seu cânone estavam abrigados no Mosteiro de Lubensk.
Em 1818, Metódio (Pishnyachevsky), bispo de Poltava, pediu ao Santo Sínodo a canonização de Atanásio, mas seu pedido foi negado. Porém, continuou o registro das homenagens e dos milagres relacionados às suas relíquias. Na década de 1860, o historiador eclesiástico Andrey Nikolayevich Muravyov produziu uma nova hagiografia de Atanásio contemplando estes milagres. Contudo, a história da canonização é vaga, mas sabe-se que ele começou a ser celebrado pela Igreja Ortodoxa Russa no final do século XIX. Yevgeny Golubinsky afirma, por outro lado, que as comemorações começaram entre 1672 e 1676, na época do metropolita de Kiev José Nelyubovich-Tukalsky.
Em 1922, a Catedral da Transfiguração, incluindo o trono de prata do santo, foi saqueada pelos bolcheviques. As relíquias foram levadas para Carcóvia na década de 1930 e estão hoje abrigadas na Catedral da Anunciação, para onde foram levadas em 1947.